# Zen 4
Zen 4 ist eine Prozessor-Mikroarchitektur (x86-64) des Unternehmens AMD. Zen 4 ist nach Zen, dem Refresh Zen+, Zen 2, Zen 3 die vierte Generation der unter den Markennamen „Ryzen“ und „Epyc“ 2017 eingeführten Zen-Prozessoren. Die CPU-Dies lässt AMD in der 5-nm-Prozesstechnologie (N5) FinFET (Fin Field-Effect Transistor) bei TSMC in Taiwan herstellen, diese Core Complex Dies oder „CCDs“ bestehen aus 8 Kernen mit bis zu 32 MB Level-3-Cache. Zu den CCDs kommt ein I/O-Die, das in einem TSMC-6-nm-Prozess hergestellt wird.
Neuerungen gegenüber der Generation Zen 3 sind:
- Unterstützung für DDR5-RAM, Wegfall der Unterstützung für DDR4-RAM.
- 1 MB L2-Cache je Kern statt 512 KB wie bei allen bisherigen Zen-Prozessoren üblich.
- Erstmalige Implementierung des AVX-512-Befehlssatzes. (Ist nur etwas schneller als AVX2, weil es weiterhin 256-Bit-Rechenwerke hat. Taktet aber nicht runter wie aktuelle Intel-Prozessoren, wenn sie AVX-512-Befehle nutzen.)[1]

Die nächste Generation „Zen 5“ im 4-nm-Fertigungsverfahren kam im August 2024 auf den Markt.

## Desktop CPUs

### Ryzen 7000 „Raphael“
Die auf Zen 4 basierende Ryzen-7000-Desktop-CPU-Baureihe heißt „Raphael“ und integriert ein oder zwei CPU-Chiplets (mit jeweils 8 Kernen) und ein I/O-Chiplet in einem Gehäuse. Es wird erstmals der Sockel AM5 in LGA-Bauweise verwendet, während der Vorgänger AM4 noch ein PGA-Sockel war (der Konkurrent Intel nutzt LGA schon seit dem Pentium 4). Das I/O-Die der „Raphael“-CPUs bietet erstmals auch eine kleine integrierte Grafiklösung (iGPU) mit RDNA2-Architektur, wodurch die für den Desktopmarkt entwickelten Prozessoren auch ohne separate Grafikkarte betrieben werden können. Dies blieb in diesem Segment bisher den monolithischen Ryzen-CPUs mit integrierter Grafikeinheit (G-Serie) vorbehalten.
Ein lauffähiges Engineering Sample eines Zen-4-Desktop-Prozessors wurde erstmals auf der Consumer Electronics Show 2022 gezeigt. Als Zeitpunkt der Markteinführung wurde das 2. Halbjahr 2022 erwartet. Auf der Computex 2022 wurden von Boardpartnern erste Mainboards vorgestellt und der Erscheinungstermin auf Herbst 2022 eingegrenzt. Ursprünglich wurden die Chipsätze X670E, X670, B650E und B650 angekündigt, seitdem wurde auch ein Einsteigerchipsatz namens A620 eingeführt. Mainboards für die Ryzen-7000er-Serie dürfen nur mit dem Zusatz „E“ (wie Extreme) beworben werden, wenn sie sowohl den Grafikkartenslot als auch mindestens einen M.2-Steckplatz per PCI-Express-Generation 5 anbinden.
Am 30. August 2022 gab AMD den Release-Termin, Preise (USD) und weitere Produkteigenschaften für Ryzen 7000 bekannt. Offizieller Verkaufsstart der ersten vier Modelle war der 27. September 2022.
| Marke \| Modell | Marke \| Modell | Preise bei Release * | Prozess | Kerne/ Threads | Takt (GHz) | Takt (GHz) | Cache                       | Cache    | Cache    | Sockel | PCIe | PCIe  | GPU                      | GPU             | GPU             | RAM    | RAM       | TDP   | mitgelieferter Kühler |
| Marke \| Modell | Marke \| Modell | Preise bei Release * | Prozess | Kerne/ Threads | Takt (GHz) | Takt (GHz) | L1                          | L2       | L3       | Sockel | PCIe | PCIe  | GPU                      | GPU             | GPU             | RAM    | RAM       | TDP   | mitgelieferter Kühler |
| Marke \| Modell | Marke \| Modell | Preise bei Release * | Prozess | Kerne/ Threads | Basis      | Boost      | pro Kern                    | pro Kern | gesamt   | Sockel | Gen  | Lanes | Modell                   | Kerne           | Takt            | Größe  | Frequenz  | TDP   | mitgelieferter Kühler |
| --------------- | --------------- | -------------------- | ------- | -------------- | ---------- | ---------- | --------------------------- | -------- | -------- | ------ | ---- | ----- | ------------------------ | --------------- | --------------- | ------ | --------- | ----- | --------------------- |
| Ryzen 9         | 7950X3D         | 699$                 | TSMC N5 | 16 / 32        | 4,2        | 5,7        | 32 KB Befehle + 32 KB Daten | 1 MB     | 32+96 MB | AM5    | 5.0  | 24    | Radeon Graphics (RDNA 2) | 2               | 2,2 GHz         | 128 GB | DDR5–5200 | 120 W | keiner                |
| Ryzen 9         | 7950X           | 699$                 | TSMC N5 | 16 / 32        | 4,5        | 5,7        | 32 KB Befehle + 32 KB Daten | 1 MB     | 64 MB    | AM5    | 5.0  | 24    | Radeon Graphics (RDNA 2) | 2               | 2,2 GHz         | 128 GB | DDR5–5200 | 170 W | keiner                |
| Ryzen 9         | 7900X3D         | 599$                 | TSMC N5 | 12 / 24        | 4,4        | 5,6        | 32 KB Befehle + 32 KB Daten | 1 MB     | 32+96 MB | AM5    | 5.0  | 24    | Radeon Graphics (RDNA 2) | 2               | 2,2 GHz         | 128 GB | DDR5–5200 | 120 W | keiner                |
| Ryzen 9         | 7900X           | 549$                 | TSMC N5 | 12 / 24        | 4,7        | 5,6        | 32 KB Befehle + 32 KB Daten | 1 MB     | 64 MB    | AM5    | 5.0  | 24    | Radeon Graphics (RDNA 2) | 2               | 2,2 GHz         | 128 GB | DDR5–5200 | 170 W | keiner                |
| Ryzen 9         | 7900            | 429$                 | TSMC N5 | 12 / 24        | 3,7        | 5,4        | 32 KB Befehle + 32 KB Daten | 1 MB     | 64 MB    | AM5    | 5.0  | 24    | Radeon Graphics (RDNA 2) | 2               | 2,2 GHz         | 128 GB | DDR5–5200 | 65 W  | AMD Wraith Prism      |
| Ryzen 7         | 7800X3D         | 449$                 | TSMC N5 | 8 / 16         | 4,2        | 5,0        | 32 KB Befehle + 32 KB Daten | 1 MB     | 96 MB    | AM5    | 5.0  | 24    | Radeon Graphics (RDNA 2) | 2               | 2,2 GHz         | 128 GB | DDR5–5200 | 120 W | keiner                |
| Ryzen 7         | 7700X           | 399$                 | TSMC N5 | 8 / 16         | 4,5        | 5,4        | 32 KB Befehle + 32 KB Daten | 1 MB     | 32 MB    | AM5    | 5.0  | 24    | Radeon Graphics (RDNA 2) | 2               | 2,2 GHz         | 128 GB | DDR5–5200 | 105 W | keiner                |
| Ryzen 7         | 7700            | 329$                 | TSMC N5 | 8 / 16         | 3,8        | 5,3        | 32 KB Befehle + 32 KB Daten | 1 MB     | 32 MB    | AM5    | 5.0  | 24    | Radeon Graphics (RDNA 2) | 2               | 2,2 GHz         | 128 GB | DDR5–5200 | 65 W  | AMD Wraith Prism      |
| Ryzen 5         | 7600X3D         | 299$                 | TSMC N5 | 6 / 12         | 4,1        | 4,7        | 32 KB Befehle + 32 KB Daten | 1 MB     | 32 MB    | AM5    | 5.0  | 24    | Radeon Graphics (RDNA 2) | 2               | 2,2 GHz         | 128 GB | DDR5–5200 | 65 W  | keiner                |
| Ryzen 5         | 7600X           | 299$                 | TSMC N5 | 6 / 12         | 4,7        | 5,3        | 32 KB Befehle + 32 KB Daten | 1 MB     | 32 MB    | AM5    | 5.0  | 24    | Radeon Graphics (RDNA 2) | 2               | 2,2 GHz         | 128 GB | DDR5–5200 | 105 W | keiner                |
| Ryzen 5         | 7600            | 229$                 | TSMC N5 | 6 / 12         | 3,8        | 5,1        | 32 KB Befehle + 32 KB Daten | 1 MB     | 32 MB    | AM5    | 5.0  | 24    | Radeon Graphics (RDNA 2) | 2               | 2,2 GHz         | 128 GB | DDR5–5200 | 65 W  | AMD Wraith Stealth    |
| Ryzen 5         | 7500F           | 179$                 | TSMC N5 | 6 / 12         | 3,7        | 5,0        | 32 KB Befehle + 32 KB Daten | 1 MB     | 32 MB    | AM5    | 5.0  | 24    | nicht vorhanden          | nicht vorhanden | nicht vorhanden | 128 GB | DDR5–5200 | 65 W  | AMD Wraith Stealth    |
| Ryzen 5         | 7400F           | k. A.                | TSMC N5 | 6 / 12         | 3,7        | 4,7        | 32 KB Befehle + 32 KB Daten | 1 MB     | 32 MB    | AM5    | 5.0  | 24    | nicht vorhanden          | nicht vorhanden | nicht vorhanden | 128 GB | DDR5–5200 | 65 W  | AMD Wraith Stealth    |

| Marke \| Modell | Marke \| Modell | Preise bei Release | Prozess | Kerne/ Threads | Takt (GHz) | Takt (GHz) | Cache                       | Cache    | Cache  | Sockel | PCIe | PCIe  | GPU                      | GPU   | GPU     | RAM    | RAM       | TDP  | mitgelieferter Kühler |
| Marke \| Modell | Marke \| Modell | Preise bei Release | Prozess | Kerne/ Threads | Takt (GHz) | Takt (GHz) | L1                          | L2       | L3     | Sockel | PCIe | PCIe  | GPU                      | GPU   | GPU     | RAM    | RAM       | TDP  | mitgelieferter Kühler |
| Marke \| Modell | Marke \| Modell | Preise bei Release | Prozess | Kerne/ Threads | Basis      | Boost      | pro Kern                    | pro Kern | gesamt | Sockel | Gen  | Lanes | Modell                   | Kerne | Takt    | Größe  | Frequenz  | TDP  | mitgelieferter Kühler |
| --------------- | --------------- | ------------------ | ------- | -------------- | ---------- | ---------- | --------------------------- | -------- | ------ | ------ | ---- | ----- | ------------------------ | ----- | ------- | ------ | --------- | ---- | --------------------- |
| Ryzen 9         | PRO 7945        | OEM                | TSMC N5 | 12 / 24        | 3,7        | 5,4        | 32 KB Befehle + 32 KB Daten | 1 MB     | 64 MB  | AM5    | 5.0  | 24    | Radeon Graphics (RDNA 2) | 2     | 2,2 GHz | 128 GB | DDR5–5200 | 65 W | AMD Wraith Spire      |
| Ryzen 7         | PRO 7745        | OEM                | TSMC N5 | 8 / 16         | 3,8        | 5,3        | 32 KB Befehle + 32 KB Daten | 1 MB     | 32 MB  | AM5    | 5.0  | 24    | Radeon Graphics (RDNA 2) | 2     | 2,2 GHz | 128 GB | DDR5–5200 | 65 W | AMD Wraith Spire      |
| Ryzen 5         | PRO 7645        | OEM                | TSMC N5 | 6 / 12         | 3,8        | 5,1        | 32 KB Befehle + 32 KB Daten | 1 MB     | 32 MB  | AM5    | 5.0  | 24    | Radeon Graphics (RDNA 2) | 2     | 2,2 GHz | 128 GB | DDR5–5200 | 65 W | AMD Wraith Spire      |

### Ryzen 8000 „Phoenix“
| Marke \| Modell | Marke \| Modell | Preise bei Release | Prozess | Kerne/ Threads | Takt (GHz) | Takt (GHz) | Cache                       | Cache    | Cache  | Sockel | PCIe | PCIe  | RAM    | RAM       | TDP  |
| Marke \| Modell | Marke \| Modell | Preise bei Release | Prozess | Kerne/ Threads | Takt (GHz) | Takt (GHz) | L1                          | L2       | L3     | Sockel | PCIe | PCIe  | RAM    | RAM       | TDP  |
| Marke \| Modell | Marke \| Modell | Preise bei Release | Prozess | Kerne/ Threads | Basis      | Boost      | pro Kern                    | pro Kern | gesamt | Sockel | Gen  | Lanes | Größe  | Frequenz  | TDP  |
| --------------- | --------------- | ------------------ | ------- | -------------- | ---------- | ---------- | --------------------------- | -------- | ------ | ------ | ---- | ----- | ------ | --------- | ---- |
| Ryzen 7         | 8700F           | OEM                | TSMC N4 | 8 / 16         | 4,1        | 5,0        | 32 KB Befehle + 32 KB Daten | 1 MB     | 16 MB  | AM5    | 4.0  | 16    | 256 GB | DDR5–5200 | 65 W |
| Ryzen 5         | 8400F           | OEM                | TSMC N4 | 6 / 12         | 4,2        | 4,7        | 32 KB Befehle + 32 KB Daten | 1 MB     | 16 MB  | AM5    | 4.0  | 16    | 256 GB | DDR5–5200 | 65 W |

## Workstation CPUs

### Threadripper 7000 „Storm Peak“
Am 19. Oktober 2023 stellte AMD seine Ryzen Threadripper-7000-Pro und Ryzen-Threadripper-7000-Prozessoren vor. Die Prozessoren Threadripper Pro und Threadripper werden jeweils von eigenen Chipsätzen begleitet. Mainboards, die zur WRX-90-Plattform gehören, sind ausschließlich mit Threadripper Pro kompatibel. Mainboards der TRX-50-Plattform hingegen unterstützen sowohl Threadripper Pro als auch die reguläre Threadripper-Version. Dabei gibt es jedoch bestimmte Einschränkungen für die Threadripper Pro-Variante auf TRX-50-Mainboards. Die Prozessoren sind seit dem 21. November 2023 erhältlich.
| Marke \| Modell        | Marke \| Modell | Preise bei Release * | Prozess | Kerne/ Threads | Takt (GHz) | Takt (GHz) | Cache                       | Cache    | Cache  | Sockel | PCIe | PCIe  | RAM   | RAM                      | TDP   |
| Marke \| Modell        | Marke \| Modell | Preise bei Release * | Prozess | Kerne/ Threads | Takt (GHz) | Takt (GHz) | L1                          | L2       | L3     | Sockel | PCIe | PCIe  | RAM   | RAM                      | TDP   |
| Marke \| Modell        | Marke \| Modell | Preise bei Release * | Prozess | Kerne/ Threads | Basis      | Boost      | pro Kern                    | pro Kern | gesamt | Sockel | Gen  | Lanes | Größe | Frequenz                 | TDP   |
| ---------------------- | --------------- | -------------------- | ------- | -------------- | ---------- | ---------- | --------------------------- | -------- | ------ | ------ | ---- | ----- | ----- | ------------------------ | ----- |
| Ryzen Threadripper PRO | 7995WX          | $9999                | TSMC N5 | 96 / 192       | 2,5        | 5,1        | 32 KB Befehle + 32 KB Daten | 1 MB     | 384 MB | sTR5   | 5.0  | 128   | 2 TB  | DDR5–5200 (octa-channel) | 350 W |
| Ryzen Threadripper PRO | 7985WX          | $7349                | TSMC N5 | 64 / 128       | 3,2        | 5,1        | 32 KB Befehle + 32 KB Daten | 1 MB     | 256 MB | sTR5   | 5.0  | 128   | 2 TB  | DDR5–5200 (octa-channel) | 350 W |
| Ryzen Threadripper PRO | 7975WX          | $3899                | TSMC N5 | 32 / 64        | 4,0        | 5,3        | 32 KB Befehle + 32 KB Daten | 1 MB     | 128 MB | sTR5   | 5.0  | 128   | 2 TB  | DDR5–5200 (octa-channel) | 350 W |
| Ryzen Threadripper PRO | 7965WX          | $2649                | TSMC N5 | 24 / 48        | 4,2        | 5,3        | 32 KB Befehle + 32 KB Daten | 1 MB     | 128 MB | sTR5   | 5.0  | 128   | 2 TB  | DDR5–5200 (octa-channel) | 350 W |
| Ryzen Threadripper PRO | 7955WX          | $1899                | TSMC N5 | 16 / 32        | 4,5        | 5,3        | 32 KB Befehle + 32 KB Daten | 1 MB     | 64 MB  | sTR5   | 5.0  | 128   | 2 TB  | DDR5–5200 (octa-channel) | 350 W |
| Ryzen Threadripper PRO | 7945WX          | $1399                | TSMC N5 | 12 / 24        | 4,7        | 5,3        | 32 KB Befehle + 32 KB Daten | 1 MB     | 64 MB  | sTR5   | 5.0  | 128   | 2 TB  | DDR5–5200 (octa-channel) | 350 W |
| Ryzen Threadripper     | 7980X           | $4999                | TSMC N5 | 64 / 128       | 3,2        | 5,1        | 32 KB Befehle + 32 KB Daten | 1 MB     | 256 MB | sTR5   | 5.0  | 48    | 1 TB  | DDR5–5200 (quad-channel) | 350 W |
| Ryzen Threadripper     | 7970X           | $2499                | TSMC N5 | 32 / 64        | 4,0        | 5,3        | 32 KB Befehle + 32 KB Daten | 1 MB     | 128 MB | sTR5   | 5.0  | 48    | 1 TB  | DDR5–5200 (quad-channel) | 350 W |
| Ryzen Threadripper     | 7960X           | $1499                | TSMC N5 | 24 / 48        | 4,2        | 5,3        | 32 KB Befehle + 32 KB Daten | 1 MB     | 128 MB | sTR5   | 5.0  | 48    | 1 TB  | DDR5–5200 (quad-channel) | 350 W |

## Desktop APUs

### Ryzen 8000G „Phoenix“
Am 8. Januar 2024 stellte AMD seine APUs mit Codenamen „Phoenix“ als „Ryzen 8000G“ für den Sockel AM5 vor. Sie werden als die ersten Desktopprozessoren angepriesen, welche einen spezialisierten KI-Beschleuniger, mit der Bezeichnung „Ryzen AI“, enthalten. Mit Februar 2024 startete der Verkauf.
| Marke \| Modell | Marke \| Modell | Preise bei Release⁠ * | Prozess | Kerne / Threads         | Kerne / Threads | Kerne / Threads | Takt (GHz)   | Takt (GHz)         | Takt (GHz)          | Cache                       | Cache    | Cache  | Sockel | PCIe | PCIe  | GPU         | GPU   | GPU        | NPU Ryzen AI | RAM    | RAM       | TDP  |
| Marke \| Modell | Marke \| Modell | Preise bei Release⁠ * | Prozess | Kerne / Threads         | Kerne / Threads | Kerne / Threads | Takt (GHz)   | Takt (GHz)         | Takt (GHz)          | L1                          | L2       | L3     | Sockel | PCIe | PCIe  | GPU         | GPU   | GPU        | NPU Ryzen AI | RAM    | RAM       | TDP  |
| Marke \| Modell | Marke \| Modell | Preise bei Release⁠ * | Prozess | gesamt (Zen 4 + Zen 4c) | Zen 4           | Zen 4c          | Basis/ Boost | Zen 4 Basis/ Boost | Zen 4c Basis/ Boost | pro Kern                    | pro Kern | gesamt | Sockel | Gen  | Lanes | Modell      | Kerne | Takt (GHz) | NPU Ryzen AI | Größe  | Frequenz  | TDP  |
| --------------- | --------------- | -------------------- | ------- | ----------------------- | --------------- | --------------- | ------------ | ------------------ | ------------------- | --------------------------- | -------- | ------ | ------ | ---- | ----- | ----------- | ----- | ---------- | ------------ | ------ | --------- | ---- |
| Ryzen 7         | 8700G           | $329                 | TSMC N4 | 8 / 16                  | 8 / 16          | -               | 4,2 / 5,1    | 4,2 / 5,1          | -                   | 32 KB Befehle + 32 KB Daten | 1 MB     | 16 MB  | AM5    | 4.0  | 20    | Radeon 780M | 12    | 2,9        | 16 TOPS      | 256 GB | DDR5–5200 | 65 W |
| Ryzen 5         | 8600G           | $229                 | TSMC N4 | 6 / 12                  | 6 / 12          | -               | 4,3 / 5,0    | 4,3 / 5,0          | -                   | 32 KB Befehle + 32 KB Daten | 1 MB     | 16 MB  | AM5    | 4.0  | 20    | Radeon 760M | 8     | 2,8        | 16 TOPS      | 256 GB | DDR5–5200 | 65 W |
| Ryzen 5         | 8500G           | $179                 | TSMC N4 | 6 / 12                  | 2 / 4           | 4 / 8           | 3,5 / 5,0    | 4,1 / 5,0          | 3,3 / 3,7           | 32 KB Befehle + 32 KB Daten | 1 MB     | 16 MB  | AM5    | 4.0  | 14    | Radeon 740M | 4     | 2,8        | keine        | 256 GB | DDR5–5200 | 65 W |
| Ryzen 5         | 8500GE          | OEM                  | TSMC N4 | 6 / 12                  | 2 / 4           | 4 / 8           | 3,4 / 5,0    | 3,9 / 5,0          | 3,1 / 3,7           | 32 KB Befehle + 32 KB Daten | 1 MB     | 16 MB  | AM5    | 4.0  | 14    | Radeon 740M | 4     | 2,8        | keine        | 256 GB | DDR5–5200 | 35 W |
| Ryzen 3         | 8300G           | $176                 | TSMC N4 | 4 / 8                   | 1 / 2           | 3 / 6           | 3,4 / 4,9    | 4,0 / 4,9          | 3,2 / 3,6           | 32 KB Befehle + 32 KB Daten | 1 MB     | 8 MB   | AM5    | 4.0  | 14    | Radeon 740M | 4     | 2,6        | keine        | 256 GB | DDR5–5200 | 65 W |
| Ryzen 3         | 8300GE          | OEM                  | TSMC N4 | 4 / 8                   | 1 / 2           | 3 / 6           | 3,5 / 4,9    | 4,0 / 4,9          | 3,2 / 3,6           | 32 KB Befehle + 32 KB Daten | 1 MB     | 8 MB   | AM5    | 4.0  | 14    | Radeon 740M | 4     | 2,6        | keine        | 256 GB | DDR5–5200 | 35 W |

| Marke \| Modell | Marke \| Modell | Preise bei Release⁠ | Prozess | Kerne / Threads         | Kerne / Threads | Kerne / Threads | Takt (GHz)   | Takt (GHz)         | Takt (GHz)          | Cache                       | Cache    | Cache  | Sockel | PCIe | PCIe  | GPU         | GPU   | GPU        | NPU Ryzen AI | RAM    | RAM       | TDP  |
| Marke \| Modell | Marke \| Modell | Preise bei Release⁠ | Prozess | Kerne / Threads         | Kerne / Threads | Kerne / Threads | Takt (GHz)   | Takt (GHz)         | Takt (GHz)          | L1                          | L2       | L3     | Sockel | PCIe | PCIe  | GPU         | GPU   | GPU        | NPU Ryzen AI | RAM    | RAM       | TDP  |
| Marke \| Modell | Marke \| Modell | Preise bei Release⁠ | Prozess | gesamt (Zen 4 + Zen 4c) | Zen 4           | Zen 4c          | Basis/ Boost | Zen 4 Basis/ Boost | Zen 4c Basis/ Boost | pro Kern                    | pro Kern | gesamt | Sockel | Gen  | Lanes | Modell      | Kerne | Takt (GHz) | NPU Ryzen AI | Größe  | Frequenz  | TDP  |
| --------------- | --------------- | ------------------ | ------- | ----------------------- | --------------- | --------------- | ------------ | ------------------ | ------------------- | --------------------------- | -------- | ------ | ------ | ---- | ----- | ----------- | ----- | ---------- | ------------ | ------ | --------- | ---- |
| Ryzen 7         | PRO 8700G       | OEM                | TSMC N4 | 8 / 16                  | 8 / 16          | -               | 4,2 / 5,1    | 4,2 / 5,1          | -                   | 32 KB Befehle + 32 KB Daten | 1 MB     | 16 MB  | AM5    | 4.0  | 20    | Radeon 780M | 12    | 2,9        | 16 TOPS      | 256 GB | DDR5–5200 | 65 W |
| Ryzen 7         | PRO 8700GE      | OEM                | TSMC N4 | 8 / 16                  | 8 / 16          | -               | 3,6 / 5,1    | 3,6 / 5,1          | -                   | 32 KB Befehle + 32 KB Daten | 1 MB     | 16 MB  | AM5    | 4.0  | 20    | Radeon 780M | 12    | 2,7        | 16 TOPS      | 256 GB | DDR5–5200 | 35 W |
| Ryzen 5         | PRO 8600G       | OEM                | TSMC N4 | 6 / 12                  | 6 / 12          | -               | 4,3 / 5,0    | 4,3 / 5,0          | -                   | 32 KB Befehle + 32 KB Daten | 1 MB     | 16 MB  | AM5    | 4.0  | 20    | Radeon 760M | 8     | 2,8        | 16 TOPS      | 256 GB | DDR5–5200 | 65 W |
| Ryzen 5         | PRO 8600GE      | OEM                | TSMC N4 | 6 / 12                  | 6 / 12          | -               | 3,9 / 5,0    | 3,9 / 5,0          | -                   | 32 KB Befehle + 32 KB Daten | 1 MB     | 16 MB  | AM5    | 4.0  | 20    | Radeon 760M | 8     | 2,6        | 16 TOPS      | 256 GB | DDR5–5200 | 35 W |
| Ryzen 5         | PRO 8500G       | OEM                | TSMC N4 | 6 / 12                  | 2 / 4           | 4 / 8           | 3,5 / 5,0    | 4,1 / 5,0          | 3,3 / 3,7           | 32 KB Befehle + 32 KB Daten | 1 MB     | 16 MB  | AM5    | 4.0  | 14    | Radeon 740M | 4     | 2,8        | keine        | 256 GB | DDR5–5200 | 65 W |
| Ryzen 5         | PRO 8500GE      | OEM                | TSMC N4 | 6 / 12                  | 2 / 4           | 4 / 8           | 3,4 / 5,0    | 3,9 / 5,0          | 3,1 / 3,7           | 32 KB Befehle + 32 KB Daten | 1 MB     | 16 MB  | AM5    | 4.0  | 14    | Radeon 740M | 4     | 2,8        | keine        | 256 GB | DDR5–5200 | 35 W |
| Ryzen 3         | PRO 8300G       | OEM                | TSMC N4 | 4 / 8                   | 1 / 2           | 3 / 6           | 3,4 / 4,9    | 4,0 / 4,9          | 3,2 / 3,6           | 32 KB Befehle + 32 KB Daten | 1 MB     | 8 MB   | AM5    | 4.0  | 14    | Radeon 740M | 4     | 2,6        | keine        | 256 GB | DDR5–5200 | 65 W |
| Ryzen 3         | PRO 8300GE      | OEM                | TSMC N4 | 4 / 8                   | 1 / 2           | 3 / 6           | 3,5 / 4,9    | 4,0 / 4,9          | 3,2 / 3,6           | 32 KB Befehle + 32 KB Daten | 1 MB     | 8 MB   | AM5    | 4.0  | 14    | Radeon 740M | 4     | 2,6        | keine        | 256 GB | DDR5–5200 | 35 W |

## Mobil APUs

### Ryzen 7040 „Phoenix“
Am 5. Januar 2023 stellte AMD seine neue Zen-4-Architektur vor. Phoenix wird dabei im 4-nm-Verfahren gefertigt und kommt sowohl für FP7, FP7r2 als auch FP8-Boards in Betracht. Weiterhin wird erstmals LP-DDR5X unterstützt. Eine weitere Neuerung sind die auf RDNA3 basierenden iGPUs, welche die Leistungstärksten innerhalb der 7000er Reihe darstellen. Der TDP-Wert der HS-Modelle wird mit 35–54 Watt angegeben und der TDP-Bereich der U-Modelle für Ultrabooks mit 15–30 Watt. Die größeren Modelle ab dem Ryzen 5 7640U unterstützen eine „Ryzen AI“ genannte KI-Beschleunigung. Die neue Version der Ryzen 3 7440U besitzt ein Zen 4 und drei Zen 4c Kerne (vorher vier Zen 4 Kerne). Der Prozessor Ryzen 5 7545U, welcher am 2. November 2023 veröffentlicht wurde, hat zwei Zen 4 und vier Zen 4c Kerne.
| Marke \| Modell | Marke \| Modell | Prozess | Kerne/ Threads | Takt (GHz) | Takt (GHz) | Cache                       | Cache    | Cache  | Sockel        | PCIe | PCIe  | iGPU          | iGPU  | iGPU    | Ryzen AI        | Ryzen AI        | RAM    | RAM                                      | TDP     |
| Marke \| Modell | Marke \| Modell | Prozess | Kerne/ Threads | Takt (GHz) | Takt (GHz) | L1                          | L2       | L3     | Sockel        | PCIe | PCIe  | iGPU          | iGPU  | iGPU    | Ryzen AI        | Ryzen AI        | RAM    | RAM                                      | TDP     |
| Marke \| Modell | Marke \| Modell | Prozess | Kerne/ Threads | Basis      | Boost      | pro Kern                    | pro Kern | gesamt | Sockel        | Gen  | Lanes | Modell        | Kerne | Takt    | CPU             | NPU             | Größe  | Frequenz                                 | TDP     |
| --------------- | --------------- | ------- | -------------- | ---------- | ---------- | --------------------------- | -------- | ------ | ------------- | ---- | ----- | ------------- | ----- | ------- | --------------- | --------------- | ------ | ---------------------------------------- | ------- |
| Ryzen 9         | 7940HS          | TSMC N4 | 8 / 16         | 4,0        | 5,2        | 32 KB Befehle + 32 KB Daten | 1 MB     | 16 MB  | FP7 FP7r2 FP8 | 4.0  | 20    | 780M (RDNA 3) | 12    | 2,8 GHz | -               | 10 TOPS         | 256 GB | FP7r2: DDR5–5600 FP7, FP8: LPDDR5/x–7500 | 35–54 W |
| Ryzen 9         | 7940H           | TSMC N4 | 8 / 16         | 4,0        | 5,2        | 32 KB Befehle + 32 KB Daten | 1 MB     | 16 MB  | FP7 FP7r2 FP8 | 4.0  | 20    | 780M (RDNA 3) | 12    | 2,8 GHz | -               | 10 TOPS         | 256 GB | FP7r2: DDR5–5600 FP7, FP8: LPDDR5/x–7500 | 35–54 W |
| Ryzen 7         | 7840HS          | TSMC N4 | 8 / 16         | 3,8        | 5,1        | 32 KB Befehle + 32 KB Daten | 1 MB     | 16 MB  | FP7 FP7r2 FP8 | 4.0  | 20    | 780M (RDNA 3) | 12    | 2,7 GHz | -               | 10 TOPS         | 256 GB | FP7r2: DDR5–5600 FP7, FP8: LPDDR5/x–7500 | 35–54 W |
| Ryzen 7         | 7840H           | TSMC N4 | 8 / 16         | 3,8        | 5,1        | 32 KB Befehle + 32 KB Daten | 1 MB     | 16 MB  | FP7 FP7r2 FP8 | 4.0  | 20    | 780M (RDNA 3) | 12    | 2,7 GHz | -               | 10 TOPS         | 256 GB | FP7r2: DDR5–5600 FP7, FP8: LPDDR5/x–7500 | 35–54 W |
| Ryzen 7         | 7840U           | TSMC N4 | 8 / 16         | 3,3        | 5,1        | 32 KB Befehle + 32 KB Daten | 1 MB     | 16 MB  | FP7 FP7r2 FP8 | 4.0  | 20    | 780M (RDNA 3) | 12    | 2,7 GHz | 32 TOPS         | 10 TOPS         | 256 GB | FP7r2: DDR5–5600 FP7, FP8: LPDDR5/x–7500 | 15–30 W |
| Ryzen 5         | 7640HS          | TSMC N4 | 6 / 12         | 4,3        | 5,0        | 32 KB Befehle + 32 KB Daten | 1 MB     | 16 MB  | FP7 FP7r2 FP8 | 4.0  | 20    | 760M (RDNA 3) | 8     | 2,6 GHz | -               | 10 TOPS         | 256 GB | FP7r2: DDR5–5600 FP7, FP8: LPDDR5/x–7500 | 35–54 W |
| Ryzen 5         | 7640H           | TSMC N4 | 6 / 12         | 4,3        | 5,0        | 32 KB Befehle + 32 KB Daten | 1 MB     | 16 MB  | FP7 FP7r2 FP8 | 4.0  | 20    | 760M (RDNA 3) | 8     | 2,6 GHz | -               | 10 TOPS         | 256 GB | FP7r2: DDR5–5600 FP7, FP8: LPDDR5/x–7500 | 35–54 W |
| Ryzen 5         | 7640U           | TSMC N4 | 6 / 12         | 3,5        | 4,9        | 32 KB Befehle + 32 KB Daten | 1 MB     | 16 MB  | FP7 FP7r2 FP8 | 4.0  | 20    | 760M (RDNA 3) | 8     | 2,6 GHz | 25 TOPS         | 10 TOPS         | 256 GB | FP7r2: DDR5–5600 FP7, FP8: LPDDR5/x–7500 | 15–30 W |
| Ryzen 5         | 7545U           | TSMC N4 | 6 / 12         | 3,2        | 4,9        | 32 KB Befehle + 32 KB Daten | 1 MB     | 16 MB  | FP7 FP7r2     | 4.0  | 14    | 740M (RDNA 3) | 4     | 2,8 GHz | Nicht vorhanden | Nicht vorhanden | 256 GB | FP7r2: DDR5–5600 FP7: LPDDR5/x–7500      | 15–30 W |
| Ryzen 5         | 7540U           | TSMC N4 | 6 / 12         | 3,2        | 4,9        | 32 KB Befehle + 32 KB Daten | 1 MB     | 16 MB  | FP7 FP7r2     | 4.0  | 14    | 740M (RDNA 3) | 4     | 2,5 GHz | Nicht vorhanden | Nicht vorhanden | 256 GB | FP7r2: DDR5–5600 FP7: LPDDR5/x–7500      | 15–30 W |
| Ryzen 3         | 7440U           | TSMC N4 | 4 / 8          | 3,0        | 4,7        | 32 KB Befehle + 32 KB Daten | 1 MB     | 8 MB   | FP7 FP7r2     | 4.0  | 14    | 740M (RDNA 3) | 4     | 2,5 GHz | Nicht vorhanden | Nicht vorhanden | 256 GB | FP7r2: DDR5–5600 FP7: LPDDR5/x–7500      | 15–30 W |

| Marke \| Modell | Marke \| Modell | Prozess | Kerne/ Threads | Takt (GHz) | Takt (GHz) | Cache                       | Cache    | Cache  | Sockel    | PCIe | PCIe  | iGPU          | iGPU  | iGPU    | RAM    | RAM                                 | TDP     |
| Marke \| Modell | Marke \| Modell | Prozess | Kerne/ Threads | Takt (GHz) | Takt (GHz) | L1                          | L2       | L3     | Sockel    | PCIe | PCIe  | iGPU          | iGPU  | iGPU    | RAM    | RAM                                 | TDP     |
| Marke \| Modell | Marke \| Modell | Prozess | Kerne/ Threads | Basis      | Boost      | pro Kern                    | pro Kern | gesamt | Sockel    | Gen  | Lanes | Modell        | Kerne | Takt    | Größe  | Frequenz                            | TDP     |
| --------------- | --------------- | ------- | -------------- | ---------- | ---------- | --------------------------- | -------- | ------ | --------- | ---- | ----- | ------------- | ----- | ------- | ------ | ----------------------------------- | ------- |
| Ryzen 9         | PRO 7940HS      | TSMC N4 | 8 / 16         | 4,0        | 5,2        | 32 KB Befehle + 32 KB Daten | 1 MB     | 16 MB  | FP7 FP7r2 | 4.0  | 20    | 780M (RDNA 3) | 12    | 2,8 GHz | 256 GB | FP7r2: DDR5–5600 FP7: LPDDR5/x–7500 | 35–54 W |
| Ryzen 7         | PRO 7840HS      | TSMC N4 | 8 / 16         | 3,8        | 5,1        | 32 KB Befehle + 32 KB Daten | 1 MB     | 16 MB  | FP7 FP7r2 | 4.0  | 20    | 780M (RDNA 3) | 12    | 2,7 GHz | 256 GB | FP7r2: DDR5–5600 FP7: LPDDR5/x–7500 | 35–54 W |
| Ryzen 7         | PRO 7840U       | TSMC N4 | 8 / 16         | 3,3        | 5,1        | 32 KB Befehle + 32 KB Daten | 1 MB     | 16 MB  | FP7 FP7r2 | 4.0  | 20    | 780M (RDNA 3) | 12    | 2,7 GHz | 256 GB | FP7r2: DDR5–5600 FP7: LPDDR5/x–7500 | 15–30 W |
| Ryzen 5         | PRO 7640HS      | TSMC N4 | 6 / 12         | 4,3        | 5,0        | 32 KB Befehle + 32 KB Daten | 1 MB     | 16 MB  | FP7 FP7r2 | 4.0  | 20    | 760M (RDNA 3) | 8     | 2,6 GHz | 256 GB | FP7r2: DDR5–5600 FP7: LPDDR5/x–7500 | 35–54 W |
| Ryzen 5         | PRO 7640U       | TSMC N4 | 6 / 12         | 3,5        | 4,9        | 32 KB Befehle + 32 KB Daten | 1 MB     | 16 MB  | FP7 FP7r2 | 4.0  | 20    | 760M (RDNA 3) | 8     | 2,6 GHz | 256 GB | FP7r2: DDR5–5600 FP7: LPDDR5/x–7500 | 15–30 W |
| Ryzen 5         | PRO 7545U       | TSMC N4 | 6 / 12         | 3,2        | 4,9        | 32 KB Befehle + 32 KB Daten | 1 MB     | 16 MB  | FP7 FP7r2 | 4.0  | 14    | 740M (RDNA 3) | 4     | 2,8 GHz | 256 GB | FP7r2: DDR5–5600 FP7: LPDDR5/x–7500 | 15–30 W |
| Ryzen 5         | PRO 7540U       | TSMC N4 | 6 / 12         | 3,2        | 4,9        | 32 KB Befehle + 32 KB Daten | 1 MB     | 16 MB  | FP7 FP7r2 | 4.0  | 14    | 740M (RDNA 3) | 4     | 2,5 GHz | 256 GB | FP7r2: DDR5–5600 FP7: LPDDR5/x–7500 | 15–30 W |

### Ryzen 7045 „Dragon Range“
Am 5. Januar 2023 stellte AMD seine neue Zen-4-Architektur vor. Die Prozessor-Serie „Dragon Range“ wird dabei im 5-/6-nm-Verfahren gefertigt. Es handelt sich dabei um Ableger der Desktop-Prozessoren der nichtmonolithischen „Raphael“-Reihe, die hinsichtlich der TDP begrenzt wurden. Der TDP-Wert wird mit 55–75W angegeben. Dragon Range bietet die stärksten CPUs innerhalb der 7000er Laptop-Reihe an. Zielgruppe sind Laptops mit dedizierter Grafikkarte, weshalb die CPUs lediglich mit einer 610M-iGPU ausgestattet sind.
| Marke \| Modell | Marke \| Modell | Prozess | Kerne/ Threads | Takt (GHz) | Takt (GHz) | Cache                       | Cache    | Cache    | Sockel | PCIe | PCIe  | iGPU          | iGPU  | iGPU    | RAM   | RAM       | TDP  |
| Marke \| Modell | Marke \| Modell | Prozess | Kerne/ Threads | Takt (GHz) | Takt (GHz) | L1                          | L2       | L3       | Sockel | PCIe | PCIe  | iGPU          | iGPU  | iGPU    | RAM   | RAM       | TDP  |
| Marke \| Modell | Marke \| Modell | Prozess | Kerne/ Threads | Basis      | Boost      | pro Kern                    | pro Kern | gesamt   | Sockel | Gen  | Lanes | Modell        | Kerne | Takt    | Größe | Frequenz  | TDP  |
| --------------- | --------------- | ------- | -------------- | ---------- | ---------- | --------------------------- | -------- | -------- | ------ | ---- | ----- | ------------- | ----- | ------- | ----- | --------- | ---- |
| Ryzen 9         | 7945HX3D        | TSMC N5 | 16 / 32        | 2,3        | 5,4        | 32 KB Befehle + 32 KB Daten | 1 MB     | 32+96 MB | FL1    | 5.0  | 28    | 610M (RDNA 2) | 2     | 2,2 GHz | 64 GB | DDR5–5200 | 55 W |
| Ryzen 9         | 7945HX          | TSMC N5 | 16 / 32        | 2,5        | 5,4        | 32 KB Befehle + 32 KB Daten | 1 MB     | 64 MB    | FL1    | 5.0  | 28    | 610M (RDNA 2) | 2     | 2,2 GHz | 64 GB | DDR5–5200 | 55 W |
| Ryzen 9         | 7845HX          | TSMC N5 | 12 / 24        | 3,0        | 5,2        | 32 KB Befehle + 32 KB Daten | 1 MB     | 64 MB    | FL1    | 5.0  | 28    | 610M (RDNA 2) | 2     | 2,2 GHz | 64 GB | DDR5–5200 | 55 W |
| Ryzen 7         | 7745HX          | TSMC N5 | 8 / 16         | 3,6        | 5,1        | 32 KB Befehle + 32 KB Daten | 1 MB     | 32 MB    | FL1    | 5.0  | 28    | 610M (RDNA 2) | 2     | 2,2 GHz | 64 GB | DDR5–5200 | 55 W |
| Ryzen 5         | 7645HX          | TSMC N5 | 6 / 12         | 4,0        | 5,0        | 32 KB Befehle + 32 KB Daten | 1 MB     | 32 MB    | FL1    | 5.0  | 28    | 610M (RDNA 2) | 2     | 2,2 GHz | 64 GB | DDR5–5200 | 55 W |

### Ryzen 8040 „Hawk Point“
| Marke \| Modell | Marke \| Modell | Prozess | Kerne/ Threads          | Kerne/ Threads | Kerne/ Threads | Takt (GHz)   | Takt (GHz)         | Takt (GHz)          | Cache                       | Cache    | Cache  | Sockel        | PCIe | PCIe  | iGPU          | iGPU  | iGPU    | Ryzen AI        | Ryzen AI        | RAM    | RAM                                      | TDP     |
| Marke \| Modell | Marke \| Modell | Prozess | Kerne/ Threads          | Kerne/ Threads | Kerne/ Threads | Takt (GHz)   | Takt (GHz)         | Takt (GHz)          | L1                          | L2       | L3     | Sockel        | PCIe | PCIe  | iGPU          | iGPU  | iGPU    | Ryzen AI        | Ryzen AI        | RAM    | RAM                                      | TDP     |
| Marke \| Modell | Marke \| Modell | Prozess | gesamt (Zen 4 + Zen 4c) | Zen 4          | Zen 4c         | Basis/ Boost | Zen 4 Basis/ Boost | Zen 4c Basis/ Boost | pro Kern                    | pro Kern | gesamt | Sockel        | Gen  | Lanes | Modell        | Kerne | Takt    | CPU             | NPU             | Größe  | Frequenz                                 | TDP     |
| --------------- | --------------- | ------- | ----------------------- | -------------- | -------------- | ------------ | ------------------ | ------------------- | --------------------------- | -------- | ------ | ------------- | ---- | ----- | ------------- | ----- | ------- | --------------- | --------------- | ------ | ---------------------------------------- | ------- |
| Ryzen 9         | 8945HS          | TSMC N4 | 8 / 16                  | 8 / 16         | -              | 4,0 / 5,2    | 4,0 / 5,2          | -                   | 32 KB Befehle + 32 KB Daten | 1 MB     | 16 MB  | FP7 FP7r2 FP8 | 4.0  | 20    | 780M (RDNA 3) | 12    | 2,8 GHz | 23 TOPS         | 16 TOPS         | 256 GB | FP7r2: DDR5–5600 FP7, FP8: LPDDR5/x–7500 | 35–54 W |
| Ryzen 7         | 8845HS          | TSMC N4 | 8 / 16                  | 8 / 16         | -              | 3,8 / 5,1    | 3,8 / 5,1          | -                   | 32 KB Befehle + 32 KB Daten | 1 MB     | 16 MB  | FP7 FP7r2 FP8 | 4.0  | 20    | 780M (RDNA 3) | 12    | 2,7 GHz | 22 TOPS         | 16 TOPS         | 256 GB | FP7r2: DDR5–5600 FP7, FP8: LPDDR5/x–7500 | 35–54 W |
| Ryzen 7         | 8840HS          | TSMC N4 | 8 / 16                  | 8 / 16         | -              | 3,3 / 5,1    | 3,3 / 5,1          | -                   | 32 KB Befehle + 32 KB Daten | 1 MB     | 16 MB  | FP7 FP7r2 FP8 | 4.0  | 20    | 780M (RDNA 3) | 12    | 2,7 GHz | 23 TOPS         | 16 TOPS         | 256 GB | FP7r2: DDR5–5600 FP7, FP8: LPDDR5/x–7500 | 20–30 W |
| Ryzen 7         | 8840U           | TSMC N4 | 8 / 16                  | 8 / 16         | -              | 3,3 / 5,1    | 3,3 / 5,1          | -                   | 32 KB Befehle + 32 KB Daten | 1 MB     | 16 MB  | FP7 FP7r2 FP8 | 4.0  | 20    | 780M (RDNA 3) | 12    | 2,7 GHz | 22 TOPS         | 16 TOPS         | 256 GB | FP7r2: DDR5–5600 FP7, FP8: LPDDR5/x–7500 | 15–30 W |
| Ryzen 5         | 8645HS          | TSMC N4 | 6 / 12                  | 6 / 12         | -              | 4,3 / 5,0    | 5,0                | -                   | 32 KB Befehle + 32 KB Daten | 1 MB     | 16 MB  | FP7 FP7r2 FP8 | 4.0  | 20    | 760M (RDNA 3) | 8     | 2,6 GHz | 15 TOPS         | 16 TOPS         | 256 GB | FP7r2: DDR5–5600 FP7, FP8: LPDDR5/x–7500 | 35–54 W |
| Ryzen 5         | 8640HS          | TSMC N4 | 6 / 12                  | 6 / 12         | -              | 3,5 / 4,9    | 4,9                | -                   | 32 KB Befehle + 32 KB Daten | 1 MB     | 16 MB  | FP7 FP7r2 FP8 | 4.0  | 20    | 760M (RDNA 3) | 8     | 2,6 GHz | 15 TOPS         | 16 TOPS         | 256 GB | FP7r2: DDR5–5600 FP7, FP8: LPDDR5/x–7500 | 20–30 W |
| Ryzen 5         | 8640U           | TSMC N4 | 6 / 12                  | 6 / 12         | -              | 3,5 / 4,9    | 4,9                | -                   | 32 KB Befehle + 32 KB Daten | 1 MB     | 16 MB  | FP7 FP7r2 FP8 | 4.0  | 20    | 760M (RDNA 3) | 8     | 2,6 GHz | 15 TOPS         | 16 TOPS         | 256 GB | FP7r2: DDR5–5600 FP7, FP8: LPDDR5/x–7500 | 15–30 W |
| Ryzen 5         | 8540U           | TSMC N4 | 6 / 12                  | 2 / 4          | 4 / 8          | 3,2 / 4,9    | 3,7 / 4,9          | 3,0 / 3,5           | 32 KB Befehle + 32 KB Daten | 1 MB     | 16 MB  | FP7 FP7r2     | 4.0  | 14    | 740M (RDNA 3) | 4     | 2,8 GHz | Nicht vorhanden | Nicht vorhanden | 256 GB | FP7r2: DDR5–5600 FP7: LPDDR5/x–7500      | 15–30 W |
| Ryzen 3         | 8440U           | TSMC N4 | 4 / 8                   | 1 / 2          | 3 / 6          | 3,0 / 4,7    | 3,6 / 4,7          | 2,8 / 3,3           | 32 KB Befehle + 32 KB Daten | 1 MB     | 8 MB   | FP7 FP7r2     | 4.0  | 14    | 740M (RDNA 3) | 4     | 2,5 GHz | Nicht vorhanden | Nicht vorhanden | 256 GB | FP7r2: DDR5–5600 FP7: LPDDR5/x–7500      | 15–30 W |

| Marke \| Modell | Marke \| Modell | Prozess | Kerne/ Threads          | Kerne/ Threads | Kerne/ Threads | Takt (GHz)   | Takt (GHz)         | Takt (GHz)          | Cache                       | Cache    | Cache  | Sockel        | PCIe | PCIe  | iGPU          | iGPU  | iGPU    | Ryzen AI        | Ryzen AI        | RAM    | RAM                                      | TDP     |
| Marke \| Modell | Marke \| Modell | Prozess | Kerne/ Threads          | Kerne/ Threads | Kerne/ Threads | Takt (GHz)   | Takt (GHz)         | Takt (GHz)          | L1                          | L2       | L3     | Sockel        | PCIe | PCIe  | iGPU          | iGPU  | iGPU    | Ryzen AI        | Ryzen AI        | RAM    | RAM                                      | TDP     |
| Marke \| Modell | Marke \| Modell | Prozess | gesamt (Zen 4 + Zen 4c) | Zen 4          | Zen 4c         | Basis/ Boost | Zen 4 Basis/ Boost | Zen 4c Basis/ Boost | pro Kern                    | pro Kern | gesamt | Sockel        | Gen  | Lanes | Modell        | Kerne | Takt    | CPU             | NPU             | Größe  | Frequenz                                 | TDP     |
| --------------- | --------------- | ------- | ----------------------- | -------------- | -------------- | ------------ | ------------------ | ------------------- | --------------------------- | -------- | ------ | ------------- | ---- | ----- | ------------- | ----- | ------- | --------------- | --------------- | ------ | ---------------------------------------- | ------- |
| Ryzen 9         | PRO 8945HS      | TSMC N4 | 8 / 16                  | 8 / 16         | -              | 4,0 / 5,2    | 4,0 / 5,2          | -                   | 32 KB Befehle + 32 KB Daten | 1 MB     | 16 MB  | FP7 FP7r2 FP8 | 4.0  | 20    | 780M (RDNA 3) | 12    | 2,8 GHz | 23 TOPS         | 16 TOPS         | 256 GB | FP7r2: DDR5–5600 FP7, FP8: LPDDR5/x–7500 | 35–54 W |
| Ryzen 7         | PRO 8845HS      | TSMC N4 | 8 / 16                  | 8 / 16         | -              | 3,8 / 5,1    | 3,8 / 5,1          | -                   | 32 KB Befehle + 32 KB Daten | 1 MB     | 16 MB  | FP7 FP7r2 FP8 | 4.0  | 20    | 780M (RDNA 3) | 12    | 2,7 GHz | 22 TOPS         | 16 TOPS         | 256 GB | FP7r2: DDR5–5600 FP7, FP8: LPDDR5/x–7500 | 35–54 W |
| Ryzen 7         | PRO 8840HS      | TSMC N4 | 8 / 16                  | 8 / 16         | -              | 3,3 / 5,1    | 3,3 / 5,1          | -                   | 32 KB Befehle + 32 KB Daten | 1 MB     | 16 MB  | FP7 FP7r2 FP8 | 4.0  | 20    | 780M (RDNA 3) | 12    | 2,7 GHz | 23 TOPS         | 16 TOPS         | 256 GB | FP7r2: DDR5–5600 FP7, FP8: LPDDR5/x–7500 | 20–30 W |
| Ryzen 7         | PRO 8840U       | TSMC N4 | 8 / 16                  | 8 / 16         | -              | 3,3 / 5,1    | 3,3 / 5,1          | -                   | 32 KB Befehle + 32 KB Daten | 1 MB     | 16 MB  | FP7 FP7r2 FP8 | 4.0  | 20    | 780M (RDNA 3) | 12    | 2,7 GHz | 22 TOPS         | 16 TOPS         | 256 GB | FP7r2: DDR5–5600 FP7, FP8: LPDDR5/x–7500 | 15–30 W |
| Ryzen 5         | PRO 8645HS      | TSMC N4 | 6 / 12                  | 6 / 12         | -              | 4,3 / 5,0    | 5,0                | -                   | 32 KB Befehle + 32 KB Daten | 1 MB     | 16 MB  | FP7 FP7r2 FP8 | 4.0  | 20    | 760M (RDNA 3) | 8     | 2,6 GHz | 15 TOPS         | 16 TOPS         | 256 GB | FP7r2: DDR5–5600 FP7, FP8: LPDDR5/x–7500 | 35–54 W |
| Ryzen 5         | PRO 8640HS      | TSMC N4 | 6 / 12                  | 6 / 12         | -              | 3,5 / 4,9    | 4,9                | -                   | 32 KB Befehle + 32 KB Daten | 1 MB     | 16 MB  | FP7 FP7r2 FP8 | 4.0  | 20    | 760M (RDNA 3) | 8     | 2,6 GHz | 15 TOPS         | 16 TOPS         | 256 GB | FP7r2: DDR5–5600 FP7, FP8: LPDDR5/x–7500 | 20–30 W |
| Ryzen 5         | PRO 8640U       | TSMC N4 | 6 / 12                  | 6 / 12         | -              | 3,5 / 4,9    | 4,9                | -                   | 32 KB Befehle + 32 KB Daten | 1 MB     | 16 MB  | FP7 FP7r2 FP8 | 4.0  | 20    | 760M (RDNA 3) | 8     | 2,6 GHz | 15 TOPS         | 16 TOPS         | 256 GB | FP7r2: DDR5–5600 FP7, FP8: LPDDR5/x–7500 | 15–30 W |
| Ryzen 5         | PRO 8540U       | TSMC N4 | 6 / 12                  | 2 / 4          | 4 / 8          | 3,2 / 4,9    | 3,7 / 4,9          | 3,0 / 3,5           | 32 KB Befehle + 32 KB Daten | 1 MB     | 16 MB  | FP7 FP7r2     | 4.0  | 14    | 740M (RDNA 3) | 4     | 2,8 GHz | Nicht vorhanden | Nicht vorhanden | 256 GB | FP7r2: DDR5–5600 FP7: LPDDR5/x–7500      | 15–30 W |

### Ryzen 8045 „Dragon Range“
| Marke \| Modell | Marke \| Modell | Prozess | Kerne/ Threads | Takt (GHz) | Takt (GHz) | Cache                       | Cache    | Cache  | Sockel | PCIe | PCIe  | iGPU          | iGPU  | iGPU    | RAM   | RAM       | TDP     |
| Marke \| Modell | Marke \| Modell | Prozess | Kerne/ Threads | Takt (GHz) | Takt (GHz) | L1                          | L2       | L3     | Sockel | PCIe | PCIe  | iGPU          | iGPU  | iGPU    | RAM   | RAM       | TDP     |
| Marke \| Modell | Marke \| Modell | Prozess | Kerne/ Threads | Basis      | Boost      | pro Kern                    | pro Kern | gesamt | Sockel | Gen  | Lanes | Modell        | Kerne | Takt    | Größe | Frequenz  | TDP     |
| --------------- | --------------- | ------- | -------------- | ---------- | ---------- | --------------------------- | -------- | ------ | ------ | ---- | ----- | ------------- | ----- | ------- | ----- | --------- | ------- |
| Ryzen 9         | 8945HX          | TSMC N5 | 16 / 32        | 2,5        | 5,4        | 32 KB Befehle + 32 KB Daten | 1 MB     | 64 MB  | FL1    | 5.0  | 28    | 610M (RDNA 2) | 2     | 2,2 GHz | 64 GB | DDR5–5200 | 55–75 W |
| Ryzen 9         | 8940HX          | TSMC N5 | 16 / 32        | 2,4        | 5,3        | 32 KB Befehle + 32 KB Daten | 1 MB     | 64 MB  | FL1    | 5.0  | 28    | 610M (RDNA 2) | 2     | 2,2 GHz | 64 GB | DDR5–5200 | 55–75 W |
| Ryzen 7         | 8840HX          | TSMC N5 | 12 / 24        | 2,9        | 5,1        | 32 KB Befehle + 32 KB Daten | 1 MB     | 64 MB  | FL1    | 5.0  | 28    | 610M (RDNA 2) | 2     | 2,2 GHz | 64 GB | DDR5–5200 | 45–75 W |
| Ryzen 7         | 8745HX          | TSMC N5 | 8 / 16         | 3,6        | 5,1        | 32 KB Befehle + 32 KB Daten | 1 MB     | 32 MB  | FL1    | 5.0  | 28    | 610M (RDNA 2) | 2     | 2,2 GHz | 64 GB | DDR5–5200 | 45–75 W |

### Ryzen 200 „Hawk Point“
| Marke \| Modell | Marke \| Modell | Prozess | Kerne / Threads         | Kerne / Threads | Kerne / Threads | Takt (GHz)   | Takt (GHz)         | Takt (GHz)          | Cache                       | Cache    | Cache  | Sockel | PCIe | PCIe  | GPU         | GPU   | GPU        | Ryzen AI        | Ryzen AI        | RAM    | RAM                    | TDP     |
| Marke \| Modell | Marke \| Modell | Prozess | Kerne / Threads         | Kerne / Threads | Kerne / Threads | Takt (GHz)   | Takt (GHz)         | Takt (GHz)          | L1                          | L2       | L3     | Sockel | PCIe | PCIe  | GPU         | GPU   | GPU        | Ryzen AI        | Ryzen AI        | RAM    | RAM                    | TDP     |
| Marke \| Modell | Marke \| Modell | Prozess | gesamt (Zen 4 + Zen 4c) | Zen 4           | Zen 4c          | Basis/ Boost | Zen 4 Basis/ Boost | Zen 4c Basis/ Boost | pro Kern                    | pro Kern | gesamt | Sockel | Gen  | Lanes | Modell      | Kerne | Takt (GHz) | CPU             | NPU             | Größe  | Frequenz               | TDP     |
| --------------- | --------------- | ------- | ----------------------- | --------------- | --------------- | ------------ | ------------------ | ------------------- | --------------------------- | -------- | ------ | ------ | ---- | ----- | ----------- | ----- | ---------- | --------------- | --------------- | ------ | ---------------------- | ------- |
| Ryzen 9         | 270             | TSMC N4 | 8 / 16                  | 8 / 16          | -               | 4,0 / 5,2    | 4,0 / 5,2          | -                   | 32 KB Befehle + 32 KB Daten | 1 MB     | 16 MB  | FP8    | 4.0  | 20    | Radeon 780M | 12    | 2,8        | 23 TOPS         | 16 TOPS         | 256 GB | DDR5–5600 LPDDR5x–7500 | 35–54 W |
| Ryzen 7         | 260             | TSMC N4 | 8 / 16                  | 8 / 16          | -               | 3,8 / 5,1    | 3,8 / 5,1          | -                   | 32 KB Befehle + 32 KB Daten | 1 MB     | 16 MB  | FP8    | 4.0  | 20    | Radeon 780M | 12    | 2,7        | 22 TOPS         | 16 TOPS         | 256 GB | DDR5–5600 LPDDR5x–7500 | 35–54 W |
| Ryzen 7         | 250             | TSMC N4 | 8 / 16                  | 8 / 16          | -               | 3,3 / 5,1    | 3,3 / 5,1          | -                   | 32 KB Befehle + 32 KB Daten | 1 MB     | 16 MB  | FP8    | 4.0  | 20    | Radeon 780M | 12    | 2,7        | 22 TOPS         | 16 TOPS         | 256 GB | DDR5–5600 LPDDR5x–7500 | 15–30 W |
| Ryzen 5         | 240             | TSMC N4 | 6 / 12                  | 6 / 12          | -               | 4,3 / 5,0    | 4,3 / 5,0          | -                   | 32 KB Befehle + 32 KB Daten | 1 MB     | 16 MB  | FP8    | 4.0  | 20    | Radeon 760M | 8     | 2,6        | 15 TOPS         | 16 TOPS         | 256 GB | DDR5–5600 LPDDR5x–7500 | 35–54 W |
| Ryzen 5         | 230             | TSMC N4 | 6 / 12                  | 6 / 12          | -               | 3,5 / 4,9    | 3,5 / 4,9          | -                   | 32 KB Befehle + 32 KB Daten | 1 MB     | 16 MB  | FP8    | 4.0  | 20    | Radeon 760M | 8     | 2,6        | 15 TOPS         | 16 TOPS         | 256 GB | DDR5–5600 LPDDR5x–7500 | 15–30 W |
| Ryzen 5         | 220             | TSMC N4 | 6 / 12                  | 2 / 4           | 4 / 8           | 3,2 / 4,9    | 3,7 / 4,9          | 3,0 / 3,5           | 32 KB Befehle + 32 KB Daten | 1 MB     | 16 MB  | FP8    | 4.0  | 14    | Radeon 740M | 4     | 2,8        | Nicht vorhanden | Nicht vorhanden | 256 GB | DDR5–5600 LPDDR5x–7500 | 15–30 W |
| Ryzen 3         | 210             | TSMC N4 | 4 / 8                   | 1 / 2           | 3 / 6           | 3,0 / 4,7    | 3,6 / 4,7          | 2,8 / 3,3           | 32 KB Befehle + 32 KB Daten | 1 MB     | 8 MB   | FP8    | 4.0  | 14    | Radeon 740M | 4     | 2,5        | Nicht vorhanden | Nicht vorhanden | 256 GB | DDR5–5600 LPDDR5x–7500 | 15–30 W |

| Marke \| Modell | Marke \| Modell | Prozess | Kerne / Threads         | Kerne / Threads | Kerne / Threads | Takt (GHz)   | Takt (GHz)         | Takt (GHz)          | Cache                       | Cache    | Cache  | Sockel | PCIe | PCIe  | GPU         | GPU   | GPU        | Ryzen AI        | Ryzen AI        | RAM    | RAM                    | TDP     |
| Marke \| Modell | Marke \| Modell | Prozess | Kerne / Threads         | Kerne / Threads | Kerne / Threads | Takt (GHz)   | Takt (GHz)         | Takt (GHz)          | L1                          | L2       | L3     | Sockel | PCIe | PCIe  | GPU         | GPU   | GPU        | Ryzen AI        | Ryzen AI        | RAM    | RAM                    | TDP     |
| Marke \| Modell | Marke \| Modell | Prozess | gesamt (Zen 4 + Zen 4c) | Zen 4           | Zen 4c          | Basis/ Boost | Zen 4 Basis/ Boost | Zen 4c Basis/ Boost | pro Kern                    | pro Kern | gesamt | Sockel | Gen  | Lanes | Modell      | Kerne | Takt (GHz) | CPU             | NPU             | Größe  | Frequenz               | TDP     |
| --------------- | --------------- | ------- | ----------------------- | --------------- | --------------- | ------------ | ------------------ | ------------------- | --------------------------- | -------- | ------ | ------ | ---- | ----- | ----------- | ----- | ---------- | --------------- | --------------- | ------ | ---------------------- | ------- |
| Ryzen 7         | PRO 250         | TSMC N4 | 8 / 16                  | 8 / 16          | -               | 3,3 / 5,1    | 3,3 / 5,1          | -                   | 32 KB Befehle + 32 KB Daten | 1 MB     | 16 MB  | FP8    | 4.0  | 20    | Radeon 780M | 12    | 2,7        | 22 TOPS         | 16 TOPS         | 256 GB | DDR5–5600 LPDDR5x–7500 | 15–30 W |
| Ryzen 5         | PRO 230         | TSMC N4 | 6 / 12                  | 6 / 12          | -               | 3,5 / 4,9    | 3,5 / 4,9          | -                   | 32 KB Befehle + 32 KB Daten | 1 MB     | 16 MB  | FP8    | 4.0  | 20    | Radeon 760M | 8     | 2,6        | 15 TOPS         | 16 TOPS         | 256 GB | DDR5–5600 LPDDR5x–7500 | 15–30 W |
| Ryzen 5         | PRO 220         | TSMC N4 | 6 / 12                  | 2 / 4           | 4 / 8           | 3,2 / 4,9    | 3,7 / 4,9          | 3,0 / 3,5           | 32 KB Befehle + 32 KB Daten | 1 MB     | 16 MB  | FP8    | 4.0  | 14    | Radeon 740M | 4     | 2,8        | Nicht vorhanden | Nicht vorhanden | 256 GB | DDR5–5600 LPDDR5x–7500 | 15–30 W |
| Ryzen 3         | PRO 210         | TSMC N4 | 4 / 8                   | 1 / 2           | 3 / 6           | 3,0 / 4,7    | 3,6 / 4,7          | 2,8 / 3,3           | 32 KB Befehle + 32 KB Daten | 1 MB     | 8 MB   | FP8    | 4.0  | 14    | Radeon 740M | 4     | 2,5        | Nicht vorhanden | Nicht vorhanden | 256 GB | DDR5–5600 LPDDR5x–7500 | 15–30 W |

## Embedded

### Ryzen Embedded 7000
| Marke \| Modell | Marke \| Modell | Prozess | Kerne/ Threads | Takt (GHz) | Takt (GHz) | Cache                       | Cache    | Cache  | Sockel | PCIe | PCIe  | GPU             | GPU   | GPU        | RAM    | RAM       | TDP   |
| Marke \| Modell | Marke \| Modell | Prozess | Kerne/ Threads | Takt (GHz) | Takt (GHz) | L1                          | L2       | L3     | Sockel | PCIe | PCIe  | Modell          | Kerne | Takt (GHz) | Größe  | Frequenz  | TDP   |
| Marke \| Modell | Marke \| Modell | Prozess | Kerne/ Threads | Basis      | Boost      | pro Kern                    | pro Kern | gesamt | Sockel | Gen  | Lanes | Modell          | Kerne | Takt (GHz) | Größe  | Frequenz  | TDP   |
| --------------- | --------------- | ------- | -------------- | ---------- | ---------- | --------------------------- | -------- | ------ | ------ | ---- | ----- | --------------- | ----- | ---------- | ------ | --------- | ----- |
| Ryzen Embedded  | 7945            | TSMC N5 | 12 / 24        | 3,7        | 5,4        | 32 KB Befehle + 32 KB Daten | 1 MB     | 64 MB  | AM5    | 5.0  | 28    | Radeon Graphics | 2     | 2,2        | 128 GB | DDR5–5200 | 65 W  |
| Ryzen Embedded  | 7745            | TSMC N5 | 8 / 16         | 3,8        | 5,3        | 32 KB Befehle + 32 KB Daten | 1 MB     | 32 MB  | AM5    | 5.0  | 28    | Radeon Graphics | 2     | 2,2        | 128 GB | DDR5–5200 | 65 W  |
| Ryzen Embedded  | 7700X           | TSMC N5 | 8 / 16         | 4,5        | 5,4        | 32 KB Befehle + 32 KB Daten | 1 MB     | 32 MB  | AM5    | 5.0  | 28    | Radeon Graphics | 2     | 2,2        | 128 GB | DDR5–5200 | 105 W |
| Ryzen Embedded  | 7645            | TSMC N5 | 6 / 12         | 3,8        | 5,1        | 32 KB Befehle + 32 KB Daten | 1 MB     | 32 MB  | AM5    | 5.0  | 28    | Radeon Graphics | 2     | 2,2        | 128 GB | DDR5–5200 | 65 W  |
| Ryzen Embedded  | 7600X           | TSMC N5 | 6 / 12         | 4,7        | 5,3        | 32 KB Befehle + 32 KB Daten | 1 MB     | 32 MB  | AM5    | 5.0  | 28    | Radeon Graphics | 2     | 2,2        | 128 GB | DDR5–5200 | 105 W |

### Ryzen Embedded 8000
| Marke \| Modell | Marke \| Modell | Prozess | Kerne/ Threads | Takt (GHz) | Takt (GHz) | Cache                       | Cache    | Cache  | Sockel | PCIe | PCIe  | GPU             | GPU   | GPU        | RAM    | RAM       | TDP     |
| Marke \| Modell | Marke \| Modell | Prozess | Kerne/ Threads | Takt (GHz) | Takt (GHz) | L1                          | L2       | L3     | Sockel | PCIe | PCIe  | Modell          | Kerne | Takt (GHz) | Größe  | Frequenz  | TDP     |
| Marke \| Modell | Marke \| Modell | Prozess | Kerne/ Threads | Basis      | Turbo      | pro Kern                    | pro Kern | gesamt | Sockel | Gen  | Lanes | Modell          | Kerne | Takt (GHz) | Größe  | Frequenz  | TDP     |
| --------------- | --------------- | ------- | -------------- | ---------- | ---------- | --------------------------- | -------- | ------ | ------ | ---- | ----- | --------------- | ----- | ---------- | ------ | --------- | ------- |
| Ryzen Embedded  | 8845HS          | TSMC N4 | 8 / 16         | 3,8        | 5,1        | 32 KB Befehle + 32 KB Daten | 1 MB     | 16 MB  | FP7r2  | 4.0  | 20    | Radeon Graphics | 12    | 2,7        | 256 GB | DDR5–5600 | 35–54 W |
| Ryzen Embedded  | 8840U           | TSMC N4 | 8 / 16         | 3,3        | 5,1        | 32 KB Befehle + 32 KB Daten | 1 MB     | 16 MB  | FP7r2  | 4.0  | 20    | Radeon Graphics | 12    | 2,7        | 256 GB | DDR5–5600 | 15–30 W |
| Ryzen Embedded  | 8645HS          | TSMC N4 | 6 / 12         | 4,3        | 5,0        | 32 KB Befehle + 32 KB Daten | 1 MB     | 16 MB  | FP7r2  | 4.0  | 20    | Radeon Graphics | 8     | 2,6        | 256 GB | DDR5–5600 | 35–54 W |
| Ryzen Embedded  | 8640U           | TSMC N4 | 6 / 12         | 3,5        | 4,9        | 32 KB Befehle + 32 KB Daten | 1 MB     | 16 MB  | FP7r2  | 4.0  | 20    | Radeon Graphics | 8     | 2,6        | 256 GB | DDR5–5600 | 15–30 W |

## Server CPUs mit Zen 4

### EPYC 4004 „Raphael“
Viele der zu Beginn des Artikels aufgeführten Desktop-Prozessoren werden seit dem 21. Mai 2024 auch unter dem Namen EPYC 4004 angeboten. Alle oben aufgeführten technischen Daten sind identisch, außer dass alle Boxed-Varianten der Server-Prozessoren ohne Kühler geliefert werden. Insbesondere nutzen diese Prozessoren den Sockel AM5.
| EPYC 4004   | Ryzen 7000      |
| ----------- | --------------- |
| EPYC 4244P  | Ryzen 5 7600    |
| EPYC 4344P  | Ryzen 7 7700    |
| EPYC 4364P  | Ryzen 7 7700X   |
| EPYC 4464P  | Ryzen 9 7900    |
| EPYC 4484PX | Ryzen 9 7900X3D |
| EPYC 4564P  | Ryzen 9 7950X   |
| EPYC 4584PX | Ryzen 9 7950X3D |

Daneben gibt es noch den 4-Kerner (+SMT) EPYC 4124P, zu dem kein Ryzen-Gegenstück existiert, da Raphael keinen Ryzen 3 enthält.

### EPYC 9004 „Genoa“ & „Genoa-X“
Die als erstes erschienene auf Zen 4 basierende EPYC-Server-Chipreihe heißt „Genoa“ und ist die erste Generation von Chips, die den Sockel SP5 verwendet. Es werden bis zu 12 CCDs pro Prozessorsockel angeboten, was einem Maximalausbau von 96 Kernen für eine CPU entspricht. Die Markteinführung fand im November 2022 statt. Für denselben Sockel SP5 wurde im Juni 2023 die mit bis zu 1152 MiB zusätzlichem „3D-V-Cache“ ausgestattete Reihe „Genoa-X“ vorgestellt.
| Marke \| Modell | Marke \| Modell | Preise bei Release * | Codename | Prozess | CCD × Kerne | Kerne/ Threads | Takt (GHz) | Takt (GHz) | Cache                       | Cache    | Cache   | Sockel | Konfiguration | PCIe | PCIe  | RAM   | RAM                        | TDP   |
| Marke \| Modell | Marke \| Modell | Preise bei Release * | Codename | Prozess | CCD × Kerne | Kerne/ Threads | Takt (GHz) | Takt (GHz) | L1                          | L2       | L3      | Sockel | Konfiguration | PCIe | PCIe  | RAM   | RAM                        | TDP   |
| Marke \| Modell | Marke \| Modell | Preise bei Release * | Codename | Prozess | CCD × Kerne | Kerne/ Threads | Basis      | Boost      | pro Kern                    | pro Kern | gesamt  | Sockel | Konfiguration | Gen  | Lanes | Größe | Frequenz                   | TDP   |
| --------------- | --------------- | -------------------- | -------- | ------- | ----------- | -------------- | ---------- | ---------- | --------------------------- | -------- | ------- | ------ | ------------- | ---- | ----- | ----- | -------------------------- | ----- |
| EPYC            | 9124            | $1,083               | Genoa    | TSMC N5 | 2 × 8       | 16 / 32        | 3,0        | 3,7        | 32 KB Befehle + 32 KB Daten | 1 MB     | 64 MB   | SP5    | 1P/2P         | 5.0  | 128   | 6 TB  | DDR5–4800 (twelve-channel) | 200 W |
| EPYC            | 9224            | $1,825               | Genoa    | TSMC N5 | 3 × 8       | 24 / 48        | 2,5        | 3,7        | 32 KB Befehle + 32 KB Daten | 1 MB     | 64 MB   | SP5    | 1P/2P         | 5.0  | 128   | 6 TB  | DDR5–4800 (twelve-channel) | 200 W |
| EPYC            | 9254            | $2,299               | Genoa    | TSMC N5 | 4 × 6       | 24 / 48        | 2,9        | 4,15       | 32 KB Befehle + 32 KB Daten | 1 MB     | 128 MB  | SP5    | 1P/2P         | 5.0  | 128   | 6 TB  | DDR5–4800 (twelve-channel) | 220 W |
| EPYC            | 9334            | $2,990               | Genoa    | TSMC N5 | 4 × 8       | 32 / 64        | 2,7        | 3,9        | 32 KB Befehle + 32 KB Daten | 1 MB     | 128 MB  | SP5    | 1P/2P         | 5.0  | 128   | 6 TB  | DDR5–4800 (twelve-channel) | 210 W |
| EPYC            | 9354            | $3,420               | Genoa    | TSMC N5 | 8 × 4       | 32 / 64        | 3,25       | 3,75       | 32 KB Befehle + 32 KB Daten | 1 MB     | 256 MB  | SP5    | 1P/2P         | 5.0  | 128   | 6 TB  | DDR5–4800 (twelve-channel) | 280 W |
| EPYC            | 9354P           | $2,730               | Genoa    | TSMC N5 | 8 × 4       | 32 / 64        | 3,25       | 3,75       | 32 KB Befehle + 32 KB Daten | 1 MB     | 256 MB  | SP5    | 1P            | 5.0  | 128   | 6 TB  | DDR5–4800 (twelve-channel) | 280 W |
| EPYC            | 9174F           | $3,850               | Genoa    | TSMC N5 | 8 × 2       | 16 / 32        | 4,1        | 4,4        | 32 KB Befehle + 32 KB Daten | 1 MB     | 256 MB  | SP5    | 1P/2P         | 5.0  | 128   | 6 TB  | DDR5–4800 (twelve-channel) | 320 W |
| EPYC            | 9184X           | $4,928               | Genoa-X  | TSMC N5 | 8 × 2       | 16 / 32        | 3,85       | 4,2        | 32 KB Befehle + 32 KB Daten | 1 MB     | 768 MB  | SP5    | 1P/2P         | 5.0  | 128   | 6 TB  | DDR5–4800 (twelve-channel) | 320 W |
| EPYC            | 9274F           | $3,060               | Genoa    | TSMC N5 | 8 × 3       | 24 / 48        | 4,05       | 4,3        | 32 KB Befehle + 32 KB Daten | 1 MB     | 256 MB  | SP5    | 1P/2P         | 5.0  | 128   | 6 TB  | DDR5–4800 (twelve-channel) | 320 W |
| EPYC            | 9374F           | $4,860               | Genoa    | TSMC N5 | 8 × 4       | 32 / 64        | 3,85       | 4,3        | 32 KB Befehle + 32 KB Daten | 1 MB     | 256 MB  | SP5    | 1P/2P         | 5.0  | 128   | 6 TB  | DDR5–4800 (twelve-channel) | 320 W |
| EPYC            | 9384X           | $5,529               | Genoa-X  | TSMC N5 | 8 × 4       | 32 / 64        | 3,1        | 3,9        | 32 KB Befehle + 32 KB Daten | 1 MB     | 768 MB  | SP5    | 1P/2P         | 5.0  | 128   | 6 TB  | DDR5–4800 (twelve-channel) | 320 W |
| EPYC            | 9474F           | $6,780               | Genoa    | TSMC N5 | 8 × 6       | 48 / 96        | 3,6        | 4,1        | 32 KB Befehle + 32 KB Daten | 1 MB     | 256 MB  | SP5    | 1P/2P         | 5.0  | 128   | 6 TB  | DDR5–4800 (twelve-channel) | 360 W |
| EPYC            | 9454            | $5,225               | Genoa    | TSMC N5 | 6 × 8       | 48 / 96        | 2,75       | 3,8        | 32 KB Befehle + 32 KB Daten | 1 MB     | 256 MB  | SP5    | 1P/2P         | 5.0  | 128   | 6 TB  | DDR5–4800 (twelve-channel) | 290 W |
| EPYC            | 9454P           | $4,598               | Genoa    | TSMC N5 | 6 × 8       | 48 / 96        | 2,75       | 3,8        | 32 KB Befehle + 32 KB Daten | 1 MB     | 256 MB  | SP5    | 1P            | 5.0  | 128   | 6 TB  | DDR5–4800 (twelve-channel) | 290 W |
| EPYC            | 9534            | $8,803               | Genoa    | TSMC N5 | 8 × 8       | 64 / 128       | 2,45       | 3,7        | 32 KB Befehle + 32 KB Daten | 1 MB     | 256 MB  | SP5    | 1P/2P         | 5.0  | 128   | 6 TB  | DDR5–4800 (twelve-channel) | 280 W |
| EPYC            | 9554            | $9,087               | Genoa    | TSMC N5 | 8 × 8       | 64 / 128       | 3,1        | 3,75       | 32 KB Befehle + 32 KB Daten | 1 MB     | 256 MB  | SP5    | 1P/2P         | 5.0  | 128   | 6 TB  | DDR5–4800 (twelve-channel) | 360 W |
| EPYC            | 9554P           | $7,104               | Genoa    | TSMC N5 | 8 × 8       | 64 / 128       | 3,1        | 3,75       | 32 KB Befehle + 32 KB Daten | 1 MB     | 256 MB  | SP5    | 1P            | 5.0  | 128   | 6 TB  | DDR5–4800 (twelve-channel) | 360 W |
| EPYC            | 9634            | $10,304              | Genoa    | TSMC N5 | 12 × 70     | 84 / 168       | 2,25       | 3,7        | 32 KB Befehle + 32 KB Daten | 1 MB     | 384 MB  | SP5    | 1P/2P         | 5.0  | 128   | 6 TB  | DDR5–4800 (twelve-channel) | 290 W |
| EPYC            | 9654            | $11,805              | Genoa    | TSMC N5 | 12 × 80     | 96 / 192       | 2,4        | 3,7        | 32 KB Befehle + 32 KB Daten | 1 MB     | 384 MB  | SP5    | 1P/2P         | 5.0  | 128   | 6 TB  | DDR5–4800 (twelve-channel) | 360 W |
| EPYC            | 9654P           | $10,625              | Genoa    | TSMC N5 | 12 × 80     | 96 / 192       | 2,4        | 3,7        | 32 KB Befehle + 32 KB Daten | 1 MB     | 384 MB  | SP5    | 1P            | 5.0  | 128   | 6 TB  | DDR5–4800 (twelve-channel) | 360 W |
| EPYC            | 9684X           | $14,756              | Genoa-X  | TSMC N5 | 12 × 80     | 96 / 192       | 2,55       | 3,7        | 32 KB Befehle + 32 KB Daten | 1 MB     | 1152 MB | SP5    | 1P/2P         | 5.0  | 128   | 6 TB  | DDR5–4800 (twelve-channel) | 400 W |

## Server CPUs mit Zen 4c
Zen 4c ist eine abgespeckte Variante von Zen 4. Der Zen 4c-Kern ist hinsichtlich Dichte und Effizienz optimiert. Er verfügt über genau die gleiche Registerübertragungslogik wie der Zen 4-Kern. Sein physisches Layout benötigt jedoch weniger Platz und ist darauf ausgelegt mehr Leistung pro Watt zu liefern. Der Zen 4c-Kernkomplex umfasst bis zu acht Kerne und einen gemeinsam genutzten 16 MB L3-Cache. Zwei dieser Kernkomplexe werden auf einem einzigen Chip kombiniert, sodass 16 Kerne pro Chip und insgesamt 32 MB L3-Cache pro Chip vorhanden sind. In der EPYC 9004-Serie können bis zu acht dieser Dies mit einem I/O-Die kombiniert werden, um CPUs mit bis zu 128 Kernen im SP5-Formfaktor zu liefern. In der EPYC 8004-Serie werden bis zu vier Zen 4c-Chips kombiniert, um CPUs mit bis zu 64 Kernen im SP6-Formfaktor zu liefern, die für Einzel-Sockel-Systeme mit geringem Platzbedarf und Betrieb unter anspruchsvollen Umgebungsbedingungen konzipiert sind.

### EPYC 8004 „Siena“
AMD führt speziell für Epyc 8004 den kompakteren Sockel SP6 mit 4.096 Pins ein, während Epyc 9004 im riesigen Sockel SP5 mit 6.096 Kontakten platziert wird. Diese Entscheidung zielt darauf ab, eine bessere Effizienz zu erreichen. Zusätzlich wird das Speicherinterface halbiert und bietet nun sechs Kanäle für DDR5-Speicher. Am 18. September 2023 stellte AMD die Siena-Prozessorreihe mit geringem Stromverbrauch vor.
| Marke \| Modell | Marke \| Modell | Preise bei Release * | Prozess | CCD × Kerne | Kerne/ Threads | Takt (GHz) | Takt (GHz) | Cache                       | Cache    | Cache  | Sockel | Konfiguration | PCIe | PCIe  | RAM   | RAM                      | TDP   |
| Marke \| Modell | Marke \| Modell | Preise bei Release * | Prozess | CCD × Kerne | Kerne/ Threads | Takt (GHz) | Takt (GHz) | L1                          | L2       | L3     | Sockel | Konfiguration | PCIe | PCIe  | RAM   | RAM                      | TDP   |
| Marke \| Modell | Marke \| Modell | Preise bei Release * | Prozess | CCD × Kerne | Kerne/ Threads | Basis      | Boost      | pro Kern                    | pro Kern | gesamt | Sockel | Konfiguration | Gen  | Lanes | Größe | Frequenz                 | TDP   |
| --------------- | --------------- | -------------------- | ------- | ----------- | -------------- | ---------- | ---------- | --------------------------- | -------- | ------ | ------ | ------------- | ---- | ----- | ----- | ------------------------ | ----- |
| EPYC            | 8024PN          | $525                 | TSMC N5 | 4 × 2       | 8 / 16         | 2,05       | 3,0        | 32 KB Befehle + 32 KB Daten | 1 MB     | 32 MB  | SP6    | 1P            | 5.0  | 96    | 6 TB  | DDR5–4800 (hexa-channel) | 80 W  |
| EPYC            | 8024P           | $409                 | TSMC N5 | 4 × 2       | 8 / 16         | 2,4        | 3,0        | 32 KB Befehle + 32 KB Daten | 1 MB     | 32 MB  | SP6    | 1P            | 5.0  | 96    | 6 TB  | DDR5–4800 (hexa-channel) | 90 W  |
| EPYC            | 8124PN          | $790                 | TSMC N5 | 4 × 4       | 16 / 32        | 2,0        | 3,0        | 32 KB Befehle + 32 KB Daten | 1 MB     | 64 MB  | SP6    | 1P            | 5.0  | 96    | 6 TB  | DDR5–4800 (hexa-channel) | 100 W |
| EPYC            | 8124P           | $639                 | TSMC N5 | 4 × 4       | 16 / 32        | 2,45       | 3,0        | 32 KB Befehle + 32 KB Daten | 1 MB     | 64 MB  | SP6    | 1P            | 5.0  | 96    | 6 TB  | DDR5–4800 (hexa-channel) | 125 W |
| EPYC            | 8224PN          | $1,015               | TSMC N5 | 4 × 6       | 24 / 48        | 2,0        | 3,0        | 32 KB Befehle + 32 KB Daten | 1 MB     | 64 MB  | SP6    | 1P            | 5.0  | 96    | 6 TB  | DDR5–4800 (hexa-channel) | 120 W |
| EPYC            | 8224P           | $855                 | TSMC N5 | 4 × 6       | 24 / 48        | 2,55       | 3,0        | 32 KB Befehle + 32 KB Daten | 1 MB     | 64 MB  | SP6    | 1P            | 5.0  | 96    | 6 TB  | DDR5–4800 (hexa-channel) | 160 W |
| EPYC            | 8324PN          | $2,125               | TSMC N5 | 4 × 8       | 32 / 64        | 2,05       | 3,0        | 32 KB Befehle + 32 KB Daten | 1 MB     | 128 MB | SP6    | 1P            | 5.0  | 96    | 6 TB  | DDR5–4800 (hexa-channel) | 130 W |
| EPYC            | 8324P           | $1,895               | TSMC N5 | 4 × 8       | 32 / 64        | 2,65       | 3,0        | 32 KB Befehle + 32 KB Daten | 1 MB     | 128 MB | SP6    | 1P            | 5.0  | 96    | 6 TB  | DDR5–4800 (hexa-channel) | 180 W |
| EPYC            | 8434PN          | $3,150               | TSMC N5 | 4 × 12      | 48 / 96        | 2,0        | 3,0        | 32 KB Befehle + 32 KB Daten | 1 MB     | 128 MB | SP6    | 1P            | 5.0  | 96    | 6 TB  | DDR5–4800 (hexa-channel) | 155 W |
| EPYC            | 8434P           | $2,700               | TSMC N5 | 4 × 12      | 48 / 96        | 2,5        | 3,1        | 32 KB Befehle + 32 KB Daten | 1 MB     | 128 MB | SP6    | 1P            | 5.0  | 96    | 6 TB  | DDR5–4800 (hexa-channel) | 200 W |
| EPYC            | 8534PN          | $5,450               | TSMC N5 | 4 × 16      | 64 / 128       | 2,0        | 3,05       | 32 KB Befehle + 32 KB Daten | 1 MB     | 128 MB | SP6    | 1P            | 5.0  | 96    | 6 TB  | DDR5–4800 (hexa-channel) | 175 W |
| EPYC            | 8534P           | $4,950               | TSMC N5 | 4 × 16      | 64 / 128       | 2,3        | 3,1        | 32 KB Befehle + 32 KB Daten | 1 MB     | 128 MB | SP6    | 1P            | 5.0  | 96    | 6 TB  | DDR5–4800 (hexa-channel) | 200 W |

### EPYC 9004 „Bergamo“
Die Zen-4c-Kerne, die AMD für die kommenden Bergamo-EPYC-Prozessoren entwickelt, zeichnen sich durch ihre deutlich kompaktere Bauweise im Vergleich zu herkömmlichen Kernen aus. Jeder Bergamo-Die beinhaltet zwei Kernkomplexe, die jeweils acht Prozessorkerne umfassen. Die Cache-Größen der Kerne bleiben bei 32 KB (L1) und 1 MB (L2) konstant, jedoch steht jedem Kernkomplex nur ein 16 MB großer L3-Cache zur Verfügung.
| Marke \| Modell | Marke \| Modell | Preise bei Release * | Prozess | CCD × Kerne | Kerne/ Threads | Takt (GHz) | Takt (GHz) | Cache                       | Cache    | Cache  | Sockel | Konfiguration | PCIe | PCIe  | RAM   | RAM                        | TDP   |
| Marke \| Modell | Marke \| Modell | Preise bei Release * | Prozess | CCD × Kerne | Kerne/ Threads | Takt (GHz) | Takt (GHz) | L1                          | L2       | L3     | Sockel | Konfiguration | PCIe | PCIe  | RAM   | RAM                        | TDP   |
| Marke \| Modell | Marke \| Modell | Preise bei Release * | Prozess | CCD × Kerne | Kerne/ Threads | Basis      | Boost      | pro Kern                    | pro Kern | gesamt | Sockel | Konfiguration | Gen  | Lanes | Größe | Frequenz                   | TDP   |
| --------------- | --------------- | -------------------- | ------- | ----------- | -------------- | ---------- | ---------- | --------------------------- | -------- | ------ | ------ | ------------- | ---- | ----- | ----- | -------------------------- | ----- |
| EPYC            | 9734            | $9,600               | TSMC N5 | 16 × 7      | 112 / 224      | 2,2        | 3,0        | 32 KB Befehle + 32 KB Daten | 1 MB     | 256 MB | SP5    | 1P/2P         | 5.0  | 128   | 6 TB  | DDR5–4800 (twelve-channel) | 340 W |
| EPYC            | 9754S           | $10,200              | TSMC N5 | 16 × 8      | 128 / 128      | 2,25       | 3,1        | 32 KB Befehle + 32 KB Daten | 1 MB     | 256 MB | SP5    | 1P/2P         | 5.0  | 128   | 6 TB  | DDR5–4800 (twelve-channel) | 360 W |
| EPYC            | 9754            | $11,900              | TSMC N5 | 16 × 8      | 128 / 256      | 2,25       | 3,1        | 32 KB Befehle + 32 KB Daten | 1 MB     | 256 MB | SP5    | 1P/2P         | 5.0  | 128   | 6 TB  | DDR5–4800 (twelve-channel) | 360 W |